# Nipponorthezia robusta
Nipponorthezia robusta är en insektsart som beskrevs av Konczné Benedicty och Kozár in Kozár 2004. Nipponorthezia robusta ingår i släktet Nipponorthezia och familjen vaxsköldlöss.
Artens utbredningsområde är Vietnam. Inga underarter finns listade i Catalogue of Life.